# Lycodes luetkenii
Lycodes luetkenii es una especie de pez de la familia de los Zoarcidae en el orden de los perciformes.

## Morfología
Los machos pueden llegar a alcanzar los 35,5 cm de longitud total.

## Alimentación
Come invertebrados y pescado hueso.

## Hábitat
Es un pez de mar y de aguas profundas que vive entre 839-1.463 m de profundidad.

## Distribución geográfica
Se encuentra desde el Océano Ártico hasta el Atlántico nororiental: desde Nunavut y Groenlandia hasta Spitsbergen.

## Observaciones
Es inofensivo para los humanos. 